# Meißen (huyện)
Meißen là một huyện (Kreis) ở Bang tự do Sachsen, Đức. Các đơn vị giáp ranh (từ phía bắc theo chiều kim đồng hồ) là: bang Brandenburg, huyện Bautzen, quận Dresden, các huyện Sächsische Schweiz-Osterzgebirge, Mittelsachsen và Nordsachsen.

## Địa lý
Sông chính chảy qua huyện này là Elbe, cũng chảy qua thành phố Meißen.

## Các thị xã và đô thị
| Thị xã | Đô thị | |
| --- | --- | --- |
| 1. Coswig 2. Gröditz 3. Großenhain 4. Lommatzsch 5. Meißen 6. Nossen 7. Radebeul 8. Radeburg 9. Riesa 10. Strehla | 1. Diera-Zehren 2. Ebersbach 3. Glaubitz 4. Hirschstein 5. Käbschütztal 6. Ketzerbachtal 7. Klipphausen 8. Lampertswalde 9. Leuben-Schleinitz 10. Moritzburg 11. Nauwalde 12. Niederau 13. Nünchritz | 1. Priestewitz 2. Röderaue 3. Schönfeld 4. Stauchitz 5. Tauscha 6. Thiendorf 7. Triebischtal 8. Weinböhla 9. Weißig am Raschütz 10. Wildenhain 11. Wülknitz 12. Zabeltitz 13. Zeithain |